# Dieisennonacarbonyl
Dieisennonacarbonyl (Benennung nach IUPAC: Tris(μ-carbonyl)hexacarbonyldieisen(0)) ist eines der drei Carbonyle des Eisens. In der Organometallchemie wird die Verbindung als Reaktiv zur Übertragung einer [Fe(CO)3]-Gruppe genutzt, die isolobal zu einem BH- (bzw. B-) oder einem C-Fragment ist (Aufbau von Clusterverbindungen).

## Vorkommen
Dieisennonacarbonyl entsteht z. B. bei der Eisengewinnung im Hochofen:
{\displaystyle {\ce {2Fe + 9CO -> [Fe2(CO)9]}}}

## Darstellung
[Fe2(CO)9] wird durch Bestrahlung von flüssigem Eisenpentacarbonyl mit UV-Licht dargestellt.
{\displaystyle {\ce {2[Fe(CO)5] -> [Fe2(CO)9] + CO ^}}}

## Eigenschaften

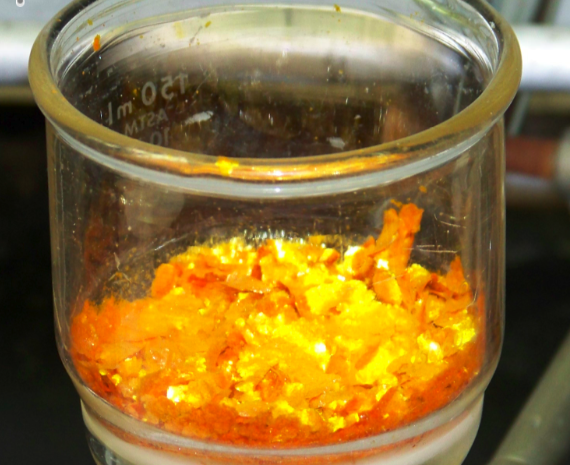
Dieisennonacarbonyl auf einer Glasfilterfritte

Dieisennonacarbonyl liegt in Form von glänzenden, goldgelben, an trockener Luft ziemlich stabilen Blättchen vor, die bei −35 °C in Inertgasatmosphäre unzersetzt haltbar sind. Es ist unlöslich in aliphatischen Kohlenwasserstoffen, Benzol und Diethylether und sehr wenig löslich in Methanol. Bei Einwirkung von Tetrahydrofuran und chlorierten Kohlenwasserstoffen erfolgt eine langsame Zersetzung. In Gegenwart organischer Lösungsmittel erfolgt ab etwa 60 °C Zersetzung unter Bildung von Eisenpentacarbonyl und Trieisendodecacarbonyl ohne Freisetzung von Kohlenmonoxid. Im festen Zustand erfolgt zwischen 100 und 120 °C Zersetzung nach:
{\displaystyle {\ce {3[Fe2(CO)9] -> 3[Fe(CO)5] + [Fe3(CO)12]}}}
{\displaystyle {\ce {[Fe3(CO)12] -> 3Fe + 12CO ^}}}
Dieisennonacarbonyl besteht aus zwei Eisenatomen im Abstand von 246 pm, an die jeweils drei terminale Carbonylliganden gebunden sind. Drei weitere Carbonylgruppen stehen verbrückend zwischen den Eisenatomen. Ob es eine direkte Metall-Metall-Bindung zwischen den Eisenatomen gibt, ist schwer zu beantworten und umstritten, da keines der möglichen Kriterien für Metall-Metall-Bindungen wie Bindungslängen, Magnetismus und die 18-Elektronen-Regel eine endgültige Aussage zulässt. Theoretische Berechnungen deuten jedoch darauf hin, dass keine direkte Eisen-Eisen-Bindung besteht und die Bindung im Molekül ausschließlich durch Wechselwirkungen über die CO-Brücke zustande kommt.

## Weitere Eisencarbonyle
- Eisenpentacarbonyl [Fe(CO)5]
- Trieisendodecacarbonyl [Fe3(CO)12]